# البطحا (ذي ناعم)

تعديل مصدري - تعديل

البطحا هي إحدى قرى عزلة الرباط بمديرية ذي ناعم التابعة لمحافظة البيضاء، بلغ تعداد سكانها 639 نسمة حسب تعداد اليمن لعام 2004.